# Concattedrale di Santa Maria Assunta (Nicotera)
La concattedrale di Santa Maria Assunta è il principale luogo di culto cattolico di Nicotera, in Calabria, cattedrale fino al 1986 della diocesi di Nicotera, unita aeque principaliter alla diocesi di Tropea dal 1818. Oggi la chiesa è concattedrale della diocesi di Mileto-Nicotera-Tropea.

## Storia
Secondo la tradizione la prima cattedrale di Nicotera e l'episcopio sorgevano sulle rovine di un antico tempio greco dedicato a Diana ubicato nella pianura sottostante l'attuale cittadina. Secondo lo storico Giovanni Fiore da Cropani le prime memorie di questa cattedrale risalgono al 596, quando il Papa dette incarico a Procolo quale primo vescovo di Nicotera, di rappresentarlo nella controversia insorta tra Bonifacio, vescovo di Reggio, ed il clero della città stessa.
La chiesa negli anni successivi fu diverse volte assalita e saccheggiata da scorrerie saracene. La ricostruzione fu voluta da Roberto il Guiscardo nel 1065 che volle dedicare la nuova chiesa alla Madonna di Romania. Nel 1304, durante le guerre di successione tra Angioini ed Aragonesi, la Cattedrale fu ridotta a chiesa collegiale, aggregata a Mileto prima e poi a Reggio. Tale situazione durò quasi 90 anni, fino a quando, in seguito all'intervento di Enrico Sanseverino, conte di Mileto, Bonifacio IX concesse con bolla del 16 agosto 1392 la reintegrazione della sede vescovile.
Ad iniziativa del vescovo Ottaviano Capece (1582-1618) la cattedrale venne restaurata, ampliata e modificata nel suo orientamento, privilegiando le necessarie operazioni di risanamento strutturale piuttosto che quelle decorative. La chiesa venne riconsacrato nell'anno 1592 e dedicata alla Vergine Assunta in cielo.
Nel 1759 un grande incendio sviluppatosi nella notte distrusse parte del tempio e gli arredi di maggior pregio. Il terremoto del 1783 distrusse completamente l'edificio appena restaurato dall'incendio, si rese necessaria la ricostruzione che fu effettuata a carico dello Stato, nel rispetto delle dimensioni originarie. L'interno fu modificato e l'aula unica fu ripartita in tre navate, con soffitto a volte, e terminante con una grande abside cui è addossato l'altare maggiore in marmi policromi.